# Giuseppe Viel
Giuseppe Viel (L'Hôpital, 19 ottobre 1921 – 10 luglio 1989) è stato un politico italiano.

## Biografia
Nato in Lorena, in Francia, da genitori originari di Quantin, rientrò in Italia con la famiglia nel 1926, stabilendosi a Tisoi. Nel 1941 si diplomò perito edile all'Istituto tecnico industriale di Belluno e l'anno successivo entrò a lavorare nell'Ufficio tecnico erariale di Belluno. Iscritto alla Democrazia Cristiana, nel 1946 venne eletto consigliere comunale, rimanendo in consiglio per ben quarantadue anni e ricoprendo più volte anche la carica di assessore. Fu sindaco di Belluno per due mandati, dal 1974 al 1976 e poi dal 1979 al 1980.
Nel 2019 sono stati intitolati a Viel gli impianti sportivi di Tisoi, che lui stesso aveva contribuito in parte a costruire, promuovendo anche la nascita del locale Gruppo Sportivo Schiara 1968.